# Ecografía genética

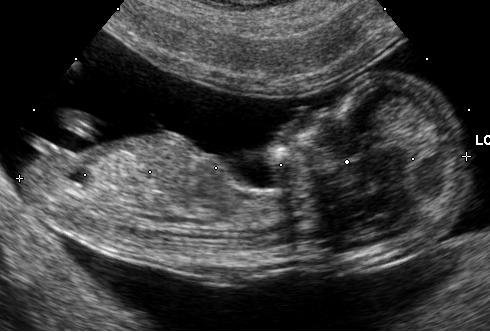
Ecografía obstétrico a las 12 semanas de gestación. Los marcadores ecográficos suelen realizarse en el primer trimestre, entre las semanas 11 y 14.

La ecografía genética o simplemente eco genético es un tipo de ultrasonido obstétrico que consiste en la valoración del feto para demostrar o descartar cualquier alteración anatómica o del estado de la salud del medio intrauterino reportando hallazgos o marcadores que pueden orientar en la identificación de fetos que tengan alteraciones cromosómicas. La ecografía genética no tiene una precisión absoluta, de manera que una ecografía normal no garantiza que el bebé sea normal y hallazgos considerados anormales por un ecografista no garantiza que el bebé no sea normal.
La ecografía genética se indica a pacientes embarazadas mayores de 35 años de edad, debido a que la edad materna avanzada predispone a la no disyunción cromosómica y por tal motivo se asocia al nacimiento de niños con cromosomopatías, particularmente trisomías 21, 18 y 13. También se indican otros marcadores bioquímicos a partir de la semana 14 del embarazo, incluyendo los niveles séricos maternos de alfa-fetoproteína (AFP), para descartar trastornos cromosómicos en el feto.

## Epidemiología
Los defectos congénitos son complicaciones relativamente frecuentes, afectan aproximadamente 3% de los recién nacidos y causan cerca del 20% de las muertes en el periodo neonatal, además de ser causa importante de morbilidad entre los neonatos, producen grandes costos al sistema de salud para atender a su manejo y rehabilitación y, especialmente, cursa con elevado costo social de la familia que padece un nacimiento de estas características.
La tasa de detección de anomalías congénitas durante el primer trimestre, entre las semanas 11 y 14, es del 23%, aunque algunos estudios más optimistas reportan sensibilidades hasta del 50% durante este periodo. Sin embargo, la sensibilidad y la especificidad de la ecografía realizada en forma rutinaria entre las semanas 16 y 18 aumentan al 84 y 99,9% respectivamente, no obstante, otros estudios reportan sensibilidades mucho mayores del 92,8% para la detección de anomalías graves.
La presencia de más de un marcador genético en la ecografía aumenta la probabilidad de anomalías cromosómicas. Más aún, si los hallazgos en la ecografía sugestivos de trastornos en el feto se acompañan de valores anormales en la bioquímica del suero sanguíneo de la madre.

## Interpretación
Actualmente la evaluación integral, morfológica y fisiológica del feto durante el primer trimestre, incluyendo la evaluación ultrasonográfica de la translucencia nucal (TN) y la velocimetría Doppler del ductus venosus, constituye el fundamento de la medicina fetal embrionaria.
El eco genético suele realizarse en el segundo trimestre con el fin de detectar anomalías, incluyendo defectos estructurales así como también defectos no estructurales, que son los llamados marcadores ecográficos. Los más comunes observados en las ecografías del segundo trimestre, son el engrosamiento del pliegue nucal, el intestino hiperecogénico, el acortamiento de los huesos largos (principalmente el húmero y fémur), la pielectasia renal, los focos ecogénicos intracardíacos y los quistes de los plexos coroideos. Muchos de estos hallazgos, sin embargo, pueden conseguirse de manera aislada en fetos euploides, y aparecer sólo de manera temporal, por tanto la interpretación de los mismos debe ser cuidadosa. 
El avance de la ecografía, con las mejoras en la resolución de imagen, ha permitido que sea posible determinar cada vez con mayor precisión el diagnóstico prenatal de defectos a nivel facial, incluyendo el labio leporino.